# ETV6
ETV6 (англ. ETS variant 6) – білок, який кодується однойменним геном, розташованим у людей на короткому плечі 12-ї хромосоми. Довжина поліпептидного ланцюга білка становить 452 амінокислот, а молекулярна маса — 53 000.
| 10         |  | 20         |  | 30         |  | 40         |  | 50         |
| ---------- |  | ---------- |  | ---------- |  | ---------- |  | ---------- |
| MSETPAQCSI |  | KQERISYTPP |  | ESPVPSYASS |  | TPLHVPVPRA |  | LRMEEDSIRL |
| PAHLRLQPIY |  | WSRDDVAQWL |  | KWAENEFSLR |  | PIDSNTFEMN |  | GKALLLLTKE |
| DFRYRSPHSG |  | DVLYELLQHI |  | LKQRKPRILF |  | SPFFHPGNSI |  | HTQPEVILHQ |
| NHEEDNCVQR |  | TPRPSVDNVH |  | HNPPTIELLH |  | RSRSPITTNH |  | RPSPDPEQRP |
| LRSPLDNMIR |  | RLSPAERAQG |  | PRPHQENNHQ |  | ESYPLSVSPM |  | ENNHCPASSE |
| SHPKPSSPRQ |  | ESTRVIQLMP |  | SPIMHPLILN |  | PRHSVDFKQS |  | RLSEDGLHRE |
| GKPINLSHRE |  | DLAYMNHIMV |  | SVSPPEEHAM |  | PIGRIADCRL |  | LWDYVYQLLS |
| DSRYENFIRW |  | EDKESKIFRI |  | VDPNGLARLW |  | GNHKNRTNMT |  | YEKMSRALRH |
| YYKLNIIRKE |  | PGQRLLFRFM |  | KTPDEIMSGR |  | TDRLEHLESQ |  | ELDEQIYQED |
| EC         |  |            |  |            |  |            |  |            |

A: Аланін

C: Цистеїн

D: Аспарагінова кислота

E: Глутамінова кислота

F: Фенілаланін

G: Гліцин

H: Гістидин

I: Ізолейцин

K: Лізин

L: Лейцин

M: Метіонін

N: Аспарагін

P: Пролін

Q: Глутамін

R: Аргінін

S: Серин

T: Треонін

V: Валін

W: Триптофан

Кодований геном білок за функціями належить до репресорів, фосфопротеїнів. 
Задіяний у таких біологічних процесах, як транскрипція, регуляція транскрипції, ацетилювання. 
Білок має сайт для зв'язування з ДНК. 
Локалізований у ядрі.